# Kolsass
Kolsass je obec v Rakousku ve spolkové zemi Tyrolsko v okrese Innsbruck-venkov. Žije zde přibližně 1 700 obyvatel.

## Geografie
Východní Kolsass se nachází v údolí Unterinntalu v nadmořské výšce 553 m jižně od řeky Inn mezi Innsbruckem a údolím Zillertal. Na severu je území obce ohraničeno řekou Inn, která protéká v nadmořské výšce přibližně 530 m. Na jihu následuje široké dno údolí a stoupání do výšky přibližně 600 m n. m. Pouze na jihozápadě dosahuje obec nadmořské výšky 800 m. Vedle Innu je Weerbach největší vodním tokem, který na východě tvoří hranici s obci Weer.
Rozloha činí 3,34 km², z toho 59 % je využíváno pro zemědělství, 7 % tvoří zahrady a 15 % lesy. Z celkové rozlohy je 86 % obydleno.
Obec se skládá z jedné vesnice ve stejnojmenném katastrálním území.

### Sousední obce
| Fritzens |  | Terfens (okres Schwaz) |
|          |  | Weer (okres Schwaz)    |
| Wattens  |  | Kolsassberg            |

## Historie
Farnost Navštívení Panny Marie v Kolsass byla pravděpodobně založena již v předkarlovské době, neboť již v roce 788 byla povýšena na samostatnou farnost. Vesnice vznikla ze dvou starých osad (střed obce s kostelem a čtvrť Mühlbach) a první písemná zmínka z let 1050–1065 je majetkové knize (traditionsbuch) vrchnostenské diecéze Brixen, kde byla uvedena jako Quolesaz.
V letech 1169–1172 v majetkové knize kláštera Biburg je zmíněn jako Cholsaz.
Název místa je zřejmě složen ze dvou rétorománských (ladinských) slov Col (kopec) a Sass (skála). Mohlo by se jednat o kopec hradu Rettenberg, jehož osídlení sahá až do doby železné.
Při novém rozdělení tyrolských okresů se Kolsass a obec Kolsassberg staly 15. října 1938 součástí okresu Schwaz, ale 1. ledna 1948 se vrátily do okresu Innsbruck-venkov. 

## Znak
Blason: dvě zkřížené dračí hlavy s červenými jazyky na černém pozadí.
Erb byl udělen v roce 1936. Je odvozen z erbu  rytíře Floriána Waldaufa, důvěrníka císaře Maxmiliána, který jej povýšil do šlechtického stavu a v roce 1492 mu byl udělen dvůr a hrad Rettenberg.